# Джеймс Пардю
Джѐймс Уѝлям Па̀рдю-младши (на английски: James William Pardew, Jr.) е американски военен и дипломат, посланик на САЩ в България в периода 2002 – 2005. Дипломатическата му кариера е фокусирана върху Балканите. Носител на орден „Стара планина“ първа степен „за изключително големи заслуги за евроатлантическата интеграция на България“.

## Биография
Джеймс Пардю е роден в Мемфис, Тенеси, на 5 февруари 1944 година. Отраства и завършва гимназия в Джоунсбъроу, Арканзас. Дипломира се от Университета на щата Арканзас в същия град.
Пардю е един от преговарящите в екипа на Ричард Холбрук, довели до подписването на Дейтънското споразумение. Участва в американската мисия по обучение и екипиране на отбранителните сили на Босна. Като представител на Вашингтон, води преговори със Слободан Милошевич и други сръбски политически лидери по време Косовската война. Американски преговарящ в международната мисия за урегулиране на етническите конфликти в Северна Македония, която води до Охридското споразумение. Като представител на НАТО има принос в оформянето на плана Ахтисаари.
Преди дипломатическата си кариера, в продължение на 28 години, Пардю е офицер във военното разузнаване, като се издига до директор на външното разузнаване в Пентагона. Има чин полковник.

## Памет
На посланик Джеймс Пардю е наречена улица в кварталите „Къро“ и „Полигона“ в София (Карта).